# Scott Wolf
Scott Richard Wolf (Boston, 4 juni 1968) is een Amerikaans acteur.
Wolf behaalde in 1986 zijn bachelor aan de George Washington-universiteit. Hij speelde vanaf 1991 kleinere rollen in een aantal televisieseries als Saved by the Bell en The Commish, maar raakte bij een breder publiek bekend door zijn rol als Bailey Salinger in Party of Five (1994-2000). Hij speelde twee jaar mee als Dr. Jake Hartman in de serie Everwood (2004-2006).
Wolf was enige tijd verloofd met Alyssa Milano, die hij leerde kennen bij de opnames van Double Dragon. In 2004 trouwde hij met Kelley Limp.